# مؤسسه سینمایی گراسیموف
موسسه فیلم برداری گراسیموف (مؤسّسهٔ ملّی دولتی سینمایی ِ گراسیموف) (به روسی: Всероссийский государственный университет кинематографии имени С. А. Герасимова) در روسی به معنای دانشگاه دولتی سینمایی روسیه که بعدها به نام گراسیموف تغییر یافت، و به صورت مخفف ВГИК (افگیک) نیز نامیده می‌شود، یک موسسه سینمایی قدیمی در مسکو پایتخت فدراسیون روسیه که به سال ۱۹۱۹ در دوران اتحاد جماهیر شوروی سوسیالیستی بنیان‌گذاری شده‌است.

## پیشینه
این موسسه در سال ۱۹۱۹ میلادی، توسط کارگردان و فیلمساز روس ولادیمیر گاردین تأسیس شد. این موسسه مدعی عنوان قدیمی‌ترین مدرسه سینمایی در جهان است. این موسسه از سال ۱۹۳۴ تا ۱۹۹۱ که شوروی سابق بر کل کشورهای مستقل همسود حکمرانی می‌کرد، اتحادیه موسسه دولتی سینمایی (به روسی: Всероссийский (ранее Всесоюзный) государственный институт кинематографии)) نامیده می‌شد. فیلم‌سازان و کارگردانان مشهوری چون سرگئی آیزنشتاین، لف کولشف، آلکسی باتالف و میخائیل رم و فارغ‌التحصیلان معروفی چون سرگئی پاراجانف، آندری تارکوفسکی، رستم ابراهیم‌بیگ‌اف، نیکیتا میخالکوف، و صدیق برمک از این موسسه دانش‌آموخته شده‌اند.